# Kasuga (sopka)
Kasuga je masivní podmořský vulkán, nacházející se v Tichém oceánu, na jižním okraji souostroví Izu. Základna sopky se nachází v hloubce asi 3000 m, vrchol je 598 m pod hladinou moře. Kasuga představuje komplex tří podmořských sopek, posledně aktivní je Kasuga 1, která je nejseverněji položená. Masiv je tvořen přeměněnými andezity a bazalty a pokrytými vrstvou vulkanoklastik.